# 監禁逃亡 異常性欲のはてに
『監禁逃亡 異常性欲の果てに』（かんきんとうぼう いじょうせいよくのはてに）は、1995年8月25日にジャパンホームビデオから発売された中原翔子主演のオリジナルビデオ。R15作品。『監禁逃亡』シリーズの第4弾。

## 出演
- 村松由美：中原翔子
- 藤川幹雄：小沢仁志
- 真田譲：小沢和義
- 笠井：鈴木隆二郎
- 重久剛一
- 大城英司
- 児島巳佳
- 二家本辰巳

他

## スタッフ
- 監督：神野太
- 脚本：竹橋民也
- 撮影：中間政治
- 音楽：中西龍太